# Ibrahim Makhous

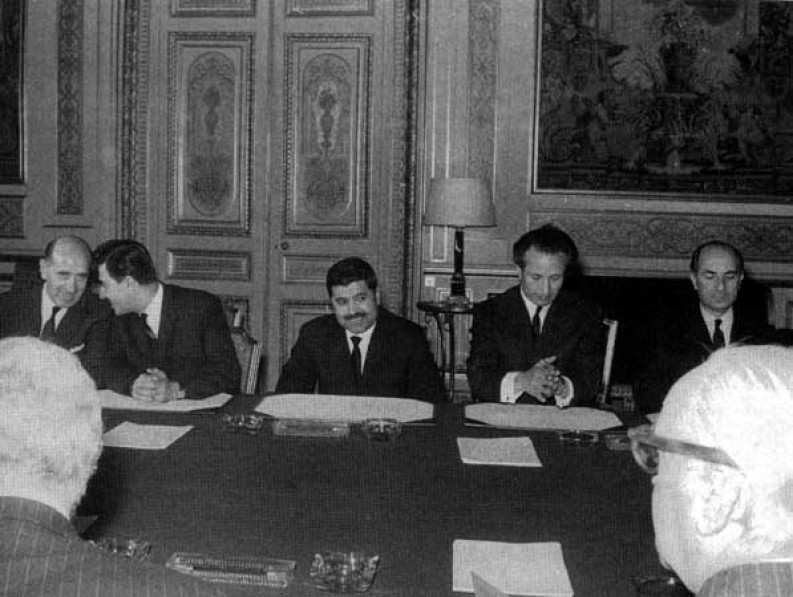
Außenminister Makhous (Mitte rechts) neben Premier Zuayyin (Mitte) 1967 in Paris

Brahim bzw. Ibrahim Makhous (arabisch إبراهيم ماخوس, DMG Ibrāhīm Māḫūs; * 1925 oder 1928 in der Ortschaft Machus, Gouvernement Latakia, Syrien; † 10. September 2013 bei Algier, Algerien), gelegentlich auch als Makhus oder Makhos transkribiert, war ein baathistischer syrischer Politiker. Zwischen 1965 und 1968 war er zweimal Außenminister seines Landes. Seit 1970 führte er eine von der Baath-Partei abgespaltene Oppositionspartei.

## Gesundheitsminister
Makhous stammt aus einer alewitischen Familie. Wie seine späteren Verbündeten Yusuf Zuayyin und Nureddin al-Atassi studierte Makhous an der Universität Damaskus Medizin, trat der Baath-Partei bei und kämpfte als Feldarzt im Algerienkrieg mit den Aufständischen der Nationale Befreiungsfront (FLN) gegen die französische Kolonialmacht. Nach der Machtergreifung der Baath-Partei in Syrien im März 1963 wurde er Gesundheitsminister im Kabinett von Baath-Mitbegründer Salah ad-Din al-Bitar und im November 1963 auch von dessen Nachfolger Amin al-Hafiz übernommen, nicht mehr jedoch ab Mai 1964 in das zweite Kabinett al-Bitar.

## Erstmals Außenminister
Nach mehreren blutigen baathinternen Machtkämpfen zwischen Militärs und Zivilisten, Altbaathisten und Neobaathisten sowie „Linken“ und „Rechten“ wurde im September 1965 al-Bitar als Premier zunächst gestürzt und durch Zuayyin ersetzt. Zuayyin verkündete ein ambitioniertes Programm radikaler sozialer Reformen hin zu einer sozialistischen Umgestaltung Syriens und einer engen außenpolitischen Anlehnung an die Sowjetunion bzw. den Ostblock. Makhous vertrat diesen außenpolitischen Kurs als Außenminister und Vizepremier. Gegen dieses Programm opponierten Präsident Amin al-Hafiz, Bitar und der rechte Parteiflügel und zwangen Zuayyin schon im Dezember 1965 zunächst zum Rücktritt.

## Erneut Außenminister
Nach einem erneuten baath-internen Putsch, der sogenannten Bewegung des 23. Februar, wurden Hafiz und Bitar Anfang 1966 vom linken Baath-Flügel unter Salah Dschadid endgültig gestürzt. Neuer Präsident wurde al-Atassi, Zuayyin wurde erneut Premier. Mit der erneuten Berufung von Ibrahim Makhous zum Außenminister und Vizepremier wurde Syrien nach außen hin von „drei Doktoren“ repräsentiert. Am 26. April 1966 wurden Dschadid, Atassi, Zuayyin und Makhous an die Spitze der syrischen Baath-Partei gewählt. Im Innern Syriens aber tobte ein Machtkampf zwischen „linken“ Militärs um Dschadid und „rechten“ Militärs um Hafiz al-Assad, der sich besonders zuspitzte nach Syriens Niederlage im Sechstagekrieg von 1967, die Dschadids, Atassis, Zuayyins und Makhous’ Popularität enorm schädigte. Im März 1968 musste Makhous daher als Außenminister zurücktreten und wurde auf einen Posten ins Landwirtschaftsministerium versetzt. Unter dem Druck Assads mussten Dschadid und Atassi im Oktober 1968 dann Zuayyin fallenlassen, damit verlor Makhous auch diesen Posten.

## Arabische Sozialistische Demokratische Baath-Partei
In einem weiteren Staatsstreich, der sogenannten „Korrekturbewegung“, stürzte Assad im November 1970 Atassi, Dschadid und Zuayyin endgültig und warf sie ins Gefängnis. Als einziger Führer des gestürzten „linken“ Flügels der Baath-Partei wurde jedoch Makhous (auf ultimatives Drängen Algeriens) 1971 freigelassen und gründete daraufhin mit nichtinhaftierten Anhängern Dschadids und Atassis die Arabische Sozialistische Demokratische Baath-Partei, die sich 1980 sowie 2000 der demokratischen Oppositionsbewegung anschloss (u. a. einem Bündnis mit Dschamal al-Atassis Demokratischer Arabischer Sozialistischer Union). Von seinem Exil in Algier aus unterstützte Makhous 2005 die Damaszener Erklärung. Trotz scharfer Kritik an der Vorgehensweise bei der Bekämpfung des seit 2011 in Syrien andauernden Aufstands hatte er sich den Aufständischen nicht angeschlossen. Mit dem für die Aufständischen im Pariser Exil werbenden Alawiten Monzer Makhous ist Ibrahim Makhous nicht verwandt.